# Folkmusik i Sverige (skivserie)
Folkmusik i Sverige är en serie LP-skivor på skivmärket Caprice med dokumentära inspelningar av folkliga instrumentalister och sångare.

## Bakgrund
Svenskt visarkiv började göra fältinspelningar av folkmusik 1968 med ambitionen att kartlägga och bevara folklig musiktradition i Sverige. Som en del i att göra det inspelade materialet tillgängligt initierade dåvarande informationschefen för Institutet för Rikskonserter, Per-Anders Hellqvist, ett samarbete mellan Caprice Records (som var en del av Rikskonserter) och Svenskt visarkiv kring en dokumentär skivserie med svensk folkmusik. Det resulterade i skivserien Folkmusik i Sverige som kom att ge ut sammanlagt 27 LP-skivor med fältinspelningar huvudsakligen ur Svenskt visarkivs samlingar, utgivna mellan 1973 och 1988. Inledningsvis gavs 1973 en promotion-EP ut, med exempel från de två första LP-skivorna.
LP-skivorna nummer 13, 14, 15, 25 (halva) och 26 hade inspelningar från Sveriges Radios arkiv. Någon nummer 19 gavs inte ut, men 1981 publicerades ett dubbelalbum där ena skivan var fältinspelningar gjorda i USA bland svenskamerikaner. Skiva nummer 28 kom ut efter att serien färdigställts, och den innehåller inga fältinspelningar, utan baseras helt på svåråtkomliga kommersiella utgåvor.
Under 1976 numrerade Rikskonserter om sina skivor, och de fick prefixet CAP, med ett fyrsiffrigt löpnummer, istället för Riks LP.

## Diskografi
1          Munspel och handklaver. Caprice Riks LPF 1, 1973, senare CAP 1092
2          Skämtvisor och polsktrallar. Caprice Riks LPF 2, 1973, senare CAP 1093
3          Visor och låtar från Bohuslän, Caprice Riks LPF 3, 1974, senare CAP 1094
4          Husandakt, Caprice Riks LPF 4, 1975, senare CAP 1095
5          Unga dalaspelmän, Caprice Riks LPF 5, 1974, senare CAP 1096
6          Visor i skillingtryck, Caprice Riks LPF 6, 1975, senare CAP 1097
7          Spelmän i Jämtland och Härjedalen, Caprice Riks LPF 7, 1975, senare CAP 1098
8          Unga spelmän från södra Sverige, Caprice Riks LPF 8, 1975, senare CAP 1099
9          Sjömansvisor och rallarvisor, Caprice LPF 9, 1976, senare CAP 1118
10        Unga spelmän från Värmland, Caprice CAP 1122, 1977
11        Vaggvisor och ramsor, Caprice CAP 1132, 1978
12        Riksspelmän i Närke och Västmanland, Caprice CAP 1146, 1978
13        Visor från Åbolands skärgård [Svea Jansson], Caprice CAP 1156, 1978
14        Lena Larsson sjunger visor från Bohuslän, Caprice CAP 1179, 1979
15        Ulrika Lindholm, vissångerska från Frostviken, Caprice CAP 1178, 1979
16        Sjungande Tornedalen, Caprice CAP 1162, 1980
17        Unga spelmän från Uppland, Caprice CAP 1219, 1980
18        Spelmansmusik i Stockholm, Caprice CAP 1249, 1981
20        Dragspelslåtar från Ångermanland, Caprice CAP 1231, 1982
21        Unga spelmän från Hälsingland, Caprice CAP 1253, 1982
22        So makaroni, levande barntradition i Sverige, Caprice CAP 1224, 1982
23        Prillarhorn och knaverharpa. Folkliga instrument i Norden, Caprice CAP 1233, 1983
24        Har ni hört den förskräckliga händelsen. Nyhetsvisor, Caprice CAP 1222, 1984
25        Jernbergslåtar, Caprice CAP 1252, 1984
26        Runökoraler, Caprice CAP 1310, 1985
27        Äldre svenska spelmän, vol 3. Fonografcylindrar, Caprice CAP 1317, 1985
28        Samisk musik i förvandling. Caprice CAP 1351, 1988

Några samlings-LP gavs också ut i serien ”Music in Sweden”:
2          Folk Music, Caprice CAP 1123, 1977
5          Young Folk Musicians, Caprice CAP 1141, 1979
9          Folk Music in Transition, Caprice CAP 1168, 1982
Många av LP-skivorna har återutgetts på CD, redigerade och kompletterade med inspelningar från Sveriges Radios arkiv, i serien Musica Sveciae: Folk Music in Sweden

## Referens
- https://www.discogs.com/label/581521-Folkmusik-I-Sverige

1. ↑  Boström, Mathias (2016). Det stora inspelningsprojektet: samarbetsnämnden för svensk folkmusik och inspelningsverksamheten under 1960-talet.. Läst 24 februari 2025
2. ↑  Ramsten, Märta (2022). Framför mikrofonen och bakom: en personlig återblick på Svenskt visarkivs verksamhet med inspelningar av folkliga musiktraditioner. Gidlunds förlag. ISBN 978-91-7844-494-6. Läst 24 februari 2025